# Barcelona Drone Center
El Barcelona Drone Center, o BCN Drone Center, és una base de proves per a drons de tipus civil, instal·lada a Moià, que opera des de l'any 2013.
El 2016, havent acollit professionals del sector de més de 60 països, la instal·lació va arribar a un acord amb l'Agència Espacial Europea, amb l'impuls de la Generalitat de Catalunya, que servirà perquè companyies del viver d'empreses ESA-BIC hi puguin provar els seus prototips.

## Instal·lacions
El BCN Drone Center és una de les 10 instal·lacions d'aquest tipus arreu del món. Situades al moianès, ofereixen una molt bona climatologia pel vol de drons: absència de fortes ventades, boires i pluja... A més a més, la proximitat amb Barcelona facilita els desplaçaments pels clients internacionals. Totes aquestes característiques fan que el director del Barcelona Drone Center, Jordi Santacana, ho qualifiqui com a "condicions excepcionals".
Per les proves de vol es disposa de 2.500 hectàrees d'espai aeri segregat restringit a l'ús exclusiu de vehicles aeris no tripulats.
Per l'enlairament i aterratge dels UAVs hi ha dues pistes transversals principals, de 4 hectàrees, que permeten provar tota mena de drons, que es poden enlairar sempre en la direcció principal del vent.
Finalment, vora la pista hi ha un edifici bioclimàtic amb diferents serveis: hangar, taller, oficines, estacions de control terrestres, simuladors...

## Cooperació amb l'ESA
L'Agència Espacial Europea (ESA) disposa d'unes 30 empreses d'arreu d'Europa que treballen amb tecnologia de drons. Aquest viver d'empreses, anomenat ESA Business Incubator o ESA-BIC, sovint tenia dificultats per trobar llocs per fer les proves de vol.
Per solucionar-ho el BCN Dron Center i l'ESA-BIC van arribar a un acord l'any 2016 perquè les empreses incubades poguessin fer ús gratuït de les instal·lacions durant cinc dies.
L'acord es va acordar entre l'ESA-BIC, el BCN Drone Cener i la Generalitat de Catalunya. El dijous 15 de desembre de 2016 es va presentar públicament el conveni amb la presència de Bruno Naulais, director general de l'ESA-BIC, Jordi Santacana, director del BCN Drone Center i la consellera de presidència Neus Munté.